# العلاقات الأرجنتينية التوفالية
العلاقات الأرجنتينية التوفالية هي العلاقات الثنائية التي تجمع بين الأرجنتين وتوفالو.

## مقارنة بين البلدين
هذه مقارنة عامة ومرجعية للدولتين:
| وجه المقارنة                                              | الأرجنتين                                               | توفالو                         |
| --------------------------------------------------------- | ------------------------------------------------------- | ------------------------------ |
| المساحة (كم2)                                             | 2.78 مليون                                              | 26                             |
| عدد السكان (نسمة)                                         | 44.27 مليون                                             | 11.19 ألف                      |
| الكثافة السكانية (ن./كم²)                                 | 15.92                                                   | 43.04 ألف                      |
| العاصمة                                                   | بوينس آيرس                                              | فونافوتي                       |
| اللغة الرسمية                                             | اللغة الإسبانية                                         | اللغة التوفالوية، لغة إنجليزية |
| العملة                                                    | البيزو الأرجنتيني 1983 ‏، بيزو أرجنتيني، أسترال أرجنتيني | دولار توفالو                   |
| الناتج المحلي الإجمالي (بليون دولار)                      | 637.59 مليار                                            | 39.73 مليون                    |
| الناتج المحلي الإجمالي (تعادل القوة الشرائية) بليون دولار | 883.02 مليار                                            | 38.93 مليون                    |
| الناتج المحلي الإجمالي الاسمي للفرد دولار أمريكي          | 13.43 ألف                                               | 3.29 ألف                       |
| الناتج المحلي الإجمالي للفرد دولار أمريكي                 |                                                         | 3.77 ألف                       |
| مؤشر التنمية البشرية                                      | 0.827                                                   |                                |
| رمز المكالمات الدولي                                      | +54                                                     | +688                           |
| رمز الإنترنت                                              | .ar                                                     | .tv                            |
| المنطقة الزمنية                                           | 00                                                      | ت ع م+12:00                    |

## منظمات دولية مشتركة
يشترك البلدان في عضوية مجموعة من المنظمات الدولية، منها:
| علم المنظمة | اسم المنظمة                   | تاريخ انضمام الأرجنتين | تاريخ انضمام توفالو |
| ----------- | ----------------------------- | ---------------------- | ------------------- |
|             | مؤسسة التنمية الدولية         | 3 أغسطس 1962           | 24 يونيو 2010       |
|             | البنك الدولي للإنشاء والتعمير | 20 سبتمبر 1956         | 24 يونيو 2010       |
|             | الاتحاد البريدي العالمي       | ?                      | ?                   |
|             | يونسكو                        | 15 سبتمبر 1948         | 21 أكتوبر 1991      |
|             | منظمة حظر الأسلحة الكيميائية  | ?                      | ?                   |
|             | الأمم المتحدة                 | 24 أكتوبر 1945         | 5 سبتمبر 2000       |
|             | الاتحاد الدولي للاتصالات      | 1889                   | 15 أغسطس 1996       |

## وصلات خارجية
- موقع وزارة الخارجية الأرجنتينية